# Bolek i Lolek na wakacjach
Bolek i Lolek na wakacjach – polski serial animowany zrealizowany w latach 1965–1966 przez Studio Filmów Rysunkowych w Bielsku-Białej. Jest to drugi z kolei cykl filmowy opowiadający o przygodach Bolka i Lolka. Każdy z odcinków przedstawia jedną przygodę tytułowych bohaterów na wakacyjnym szlaku.
W 2020 roku serial został poddany cyfrowej rekonstrukcji.

## Fabuła
Bolek i Lolek, podczas podróży kolejowej mijają liczne krajobrazy. Nagle pociąg hamuje. Gdy staje, obaj bohaterowie wychodzą z niego i od tego momentu rozpoczyna się ich przygoda.
O początku fabuły wiadomo dopiero w odc. 7 (Pierwszy dzień wakacji). Bolek i Lolek w pierwszym dniu wakacyjnym chcą wyjechać na wczasy, ale nie mają pieniędzy na wyjazd. Dowiadują się, że można je zarobić za oddanie złomu do skupu. Podczas szukania zbędnych rzeczy, spotykają podróżnika, który zostawia im zepsuty samochód. Bohaterowie stawiając czoło problemom pojazdu, zaprowadzają go na złomowisko, a później dzięki pieniądzom zarobionym w skupie złomu, wybierają się na dworzec kolejowy, gdzie po wejściu do pociągu rozpoczynają nowe przygody.

## Odcinki
1. Luna-park, reż. Edward Wątor
2. Grzybobranie, reż. Leszek Lorek
3. Strzelba i wędka, reż. Władysław Nehrebecki
4. Fałszywy dziadek, reż. Stanisław Dülz
5. Zabawa w rycerza, reż. Lechosław Marszałek
6. Na biwaku, reż. Wacław Wajser
7. Pierwszy dzień wakacji, reż. Alfred Ledwig
8. Kłusownik, reż. Stanisław Dülz
9. Żyrafa, reż. Józef Byrdy
10. Przygoda w pustyni, reż. Lechosław Marszałek
11. Skarb, reż. Wacław Wajser
12. Autostopowicze, reż. Edward Wątor
13. Morska przygoda, reż. Władysław Nehrebecki

## Film montażowy
W 1986 r. z na podstawie odcinków serialu powstał film montażowy pt. Sposób na wakacje Bolka i Lolka. Odcinki serialu zostały połączone planszami z komentarzem recytowanym przez Tadeusza Kwintę. Autorami tej wersji są Andrzej Orzechowski i Bronisław Zeman. W jej skład weszły kolejno następujące odcinki: Deszczowe wakacje (z serialu Przygody Bolka i Lolka), Grzybobranie, Fałszywy dziadek, Skarb, Kłusownik, Morska przygoda, Strzelba i wędka.